# Остапковцы (Винницкая область)
Остапковцы (укр. Остапківці) — село на Украине, находится в Немировском районе Винницкой области.
Код КОАТУУ — 0523088803. Население по переписи 2001 года составляет 264 человека. Почтовый индекс — 22853. Телефонный код — 4331.
Занимает площадь 1,42 км².

## Адрес местного совета
22851, Винницкая область, Немировский р-н, с. Чуков